# Економіка Ватикану
Ватикан не має розвинутої інфраструктури, не має видобувної промисловості, не має заводів і фабрик. Річний бюджет становить 209,6 млн. доларів США.